# Henry Skillman Breckinridge
Henry Skillman Breckinridge (25 de maio de 1886 – 2 de maio de 1960) foi um esgrimista estadunidense, que participou dos Jogos Olímpicos de Verão de 1920, sob a bandeira dos Estados Unidos.